# Werner Ranck
Werner Ranck (* 25. Oktober 1904 in Hamburg; † 7. Dezember 1989 ebenda) war ein deutscher Offizier, zuletzt Generalleutnant im Zweiten Weltkrieg, der als Kommandeur der 121. Infanterie-Division am 2. März 1945 das Ritterkreuz des Eisernen Kreuzes erhalten hatte.

## Leben

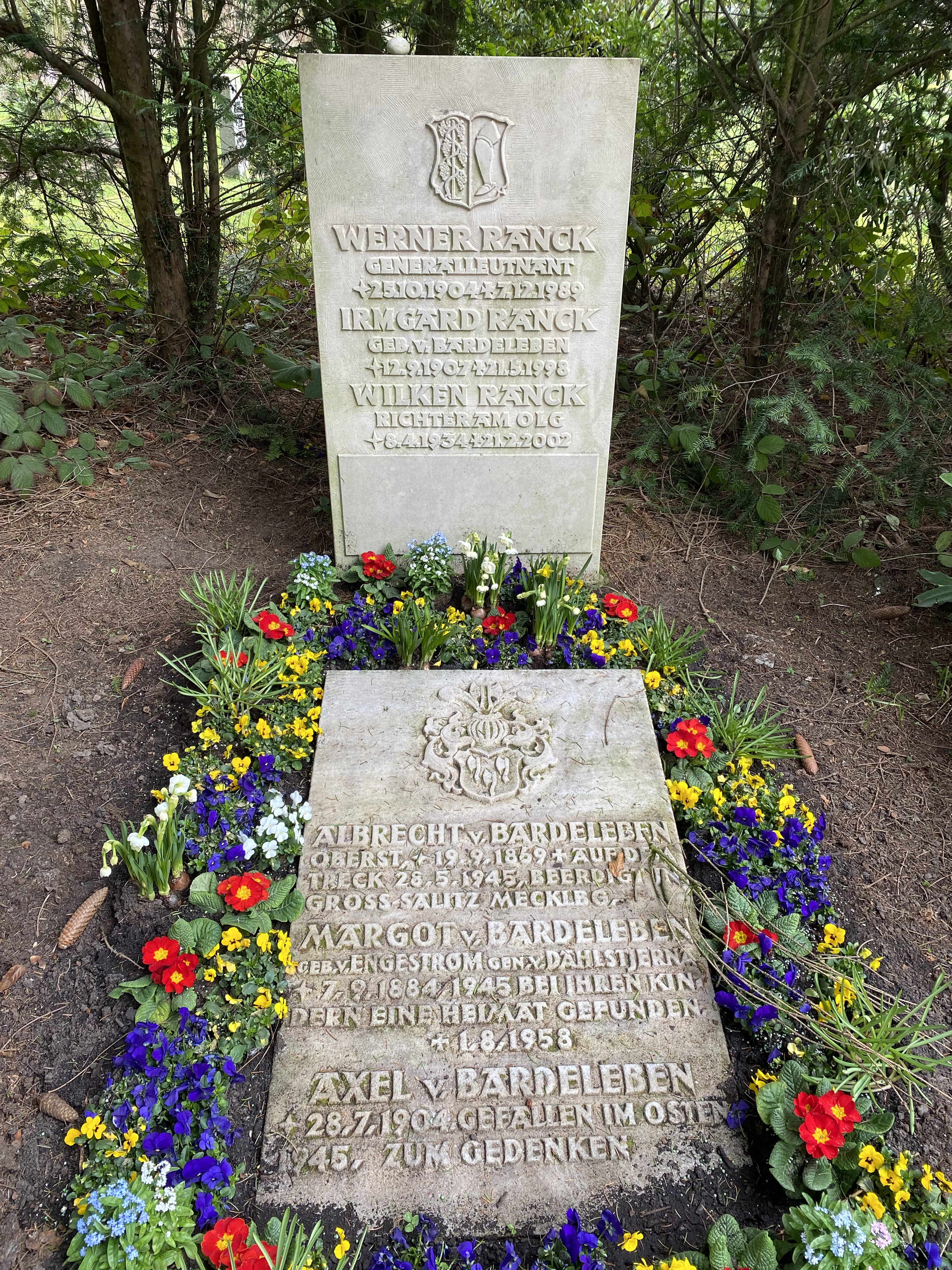
Grabstätte auf dem Waldfriedhof Wohldorf

Ranck trat in die Reichswehr 1924 ein. Mit Beginn des Zweiten Weltkrieges wirkte er als Generalstabsoffizier, zunächst als Zweiter Generalstabsoffizier (Ib) im X. Armeekorps, dann als Dritter Generalstabsoffizier (Ic) der 11. Armee und schließlich ab 1943 als Generalstabschef im X. Armeekorps. In den letzten Wochen des Krieges führte er noch die 218. Infanterie-Division bis zur Kapitulation im Kurland-Kessel. Ranck wurde bis 1955 in sowjetischer Kriegsgefangenschaft festgehalten.
Werner Ranck verstarb im Alter von 85 Jahren in seiner Geburtsstadt und wurde auf dem dortigen Waldfriedhof Wohldorf beigesetzt. 